# تبروتوموماب
تبروتوموماب هو دواء ضد وحيد النسيلة مضاد لمستقبل عامل نمو نظير الأنسولين 1، يستعمل في علاج مرض العين الدرقي.
حصل تبروتوموماب على ترخيص الاستعمال في الولايات المتحدة سنة 2020. وصنفته إدارة الغذاء والدواء الأمريكية (FDA) بأنه دواء أول في فئته.